# William Howard Taft National Historic Site
Le William Howard Taft National Historic Site est une aire protégée américaine à Cincinnati, dans l'Ohio. Créé le 2 décembre 1969, ce site historique national protège la maison natale du président des États-Unis William Howard Taft, déjà classée National Historic Landmark le 29 janvier 1964 et inscrite au Registre national des lieux historiques le 15 octobre 1966.